# Shawnee (Kansas)
Shawnee é uma cidade localizada no estado americano de Kansas, no Condado de Johnson.

## Demografia
Segundo o censo americano de 2000, a sua população era de 47.996 habitantes.
Em 2006, foi estimada uma população de 59.252, um aumento de 11256 (23.5%).

## Geografia
De acordo com o United States Census Bureau tem uma área de
110,2 km², dos quais 108,1 km² cobertos por terra e 2,1 km² cobertos por água. Shawnee localiza-se a aproximadamente 292 m acima do nível do mar.

## Localidades na vizinhança
O diagrama seguinte representa as localidades num raio de 12 km ao redor de Shawnee.